# Bana (Dédougou)
Pour les articles homonymes, voir Bana.
Bana est une commune située dans le département de Dédougou de la province du Mouhoun au Burkina Faso.